# Annalisa De Simone
Annalisa De Simone (geboren 1983 in L’Aquila) ist eine italienische Schriftstellerin.    

## Leben
Annalisa De Simone erwarb in Rom eine Laurea in Scienze umanistiche mit einer Arbeit über den Regisseur Mario Monicelli  und später eine zweite in Philosophie mit einer Arbeit über Terrence Malick. Ihre künstlerische Karriere führte sie als Tänzerin in die USA. Als Schauspielerin wirkte sie in verschiedenen italienischen Fernsehproduktionen mit.
De Simone veröffentlichte 2013 ihren ersten Roman. 2018 übernahm sie die Leitung des staatlichen Regionaltheaters Teatro Stabile d’Abruzzo (TSA) mit Sitz in L’Aquila.

## Werke
- Sola andata. Roman. Mailand : Baldini & Castoldi, 2013
- Non adesso, per favore. Roman. Venedig : Marsilio, 2016
- Le mie ragioni te le ho dette. Roman. Venedig : Marsilio, 2017